# 14 Herculis c
14 Herculis c är en exoplanet som kretsar kring stjärnan 14 Herculis. Den upptäcktes den 17 november 2005 av amerikanska astronomer. Upptäckten bekräftades den 2 november 2006, varvid den blev värdstjärnans andra bekräftade planet, tillsammans med 14 Herculis b. 14 Her c är en gasjätte med ungefär Jupiters dubbla massa, 2,1 MJ.